# Митрофанов Олександр Володимирович
Олександр Володимирович Митрофанов нар. 1 листопада 1977) — колишній український футболіст, що грав на позиції півзахисника. Відомий за виступами у складі сімферопольської «Таврії» та низці російських і казахських футбольних клубів, у тому числі у складі неоднократного переможця першості Казахстану «Актобе», а також у молодіжній збірній України.

## Кар'єра футболіста
Олександр Митрофанов є вихованцем ДЮСШ свого рідного міста Джанкой. Розпочав кар'єру професійного футболіста у 1995 році у складі сімферопольської «Таврії», та дебютував у вищому дивізіоні українського футболу 12 травня 1995 року в матчі проти тернопільської «Ниви». Але молодому футболісту важко було закріпитись в основі команди вищої ліги, тому керівництво клубу ухвалило рішення віддати Митрофанова в оренду до друголігового клубу «Каховка» з однойменного міста. За півроку Олександр Митрофанов повернувся до «Таврії», та зумів здобути місце в основному складі команди і обирався капітаном «Таврії». Зіграв також 1 матч за фарм-клуб «Таврії» — сімферопольський клуб «Динамо», який на той час виступав у другій українській лізі.
Улітку 2002 року Олександр Митрофанов отримав запрошення від українського тренера Мирона Маркевича, який очолив клуб російської вищої ліги «Анжі» з Махачкали, та розпочав виступи за дагестанський клуб. Але Маркевич швидко покинув клуб. як і більшість українських футболістів, що прийшли у махачкалинську команду на його запрошення. Митрофанов також зіграв лише 13 матчів за «Анжі», та повернувся у «Таврію». Але за рідний клуб зіграв лише 5 матчів, та, не зумівши повернути собі місце в основному складі, покинув клуб.
На початку 2003 року Олександр Митрофанов на правах оренди перейшов до російського клубу «Кристал» зі Смоленська. Але у клубу розпочались фінансові проблеми, і за півроку Митрофанов покинув Смоленськ, і повернувся в Україну, де уклав контракт із луцькою «Волинню». У луцькому клубі Митрофанов також обирався капітаном команди. Але у клубі Митрофанов грав лише півроку. і у зимове міжсезоння покинув Луцьк.
На початку 2004 року Олександр Митрофанов підписав контракт із казахським клубом «Актобе» з однойменного міста. У цьому клубі Митрофанов швидко став гравцем основного складу, а наступного сезону вперше у складі команди став чемпіоном Казахстану. Цей успіх футболіст разом із командою повторив ще двічі — у 2007 та 2008 році. Утретє чемпіоном Казахстану Олександр Митрофанов разом із клубом став після «золотого матчу», в якому «Актобе» у серії післяматчевих пенальті обіграв костанайський «Тобол». У тому ж 2008 році футболіст став ще й володарем Кубку Казахстану та Суперкубку Казахстану, а у 2006 році став срібним призером першості Казахстану. У 2009 році разом із «Актобе» вийшов до фіналу Кубку Співдружності, у якому казахський клуб програв ташкентському «Пахтакору». Після закінчення терміну контракту на початку 2010 року Митрофанов перейшов до іншого казахського клубу — «Ордабаси» з Шимкента. Після року виступів на півдні Казахстану повернувся в Україну, де ще два роки виступав за кримський аматорський клуб КСГІ, після чого завершив кар'єру футболіста.

## Виступи за збірні
1998 року Олександр Митрофанов дебютував у складі молодіжної збірної України. У складі молодіжної збірної зіграв у 6 матчах проти молодіжних збірних Грузії та Польщі, після чого до складу збірної не залучався.

## Досягнення
- Чемпіон Казахстану (3):

«Актобе»: 2005, 2007, 2008
- Володар кубка Казахстану (1):

«Актобе»: 2008
- Володар суперкубка Казахстану (1):

«Актобе»: 2008